# Lola T210

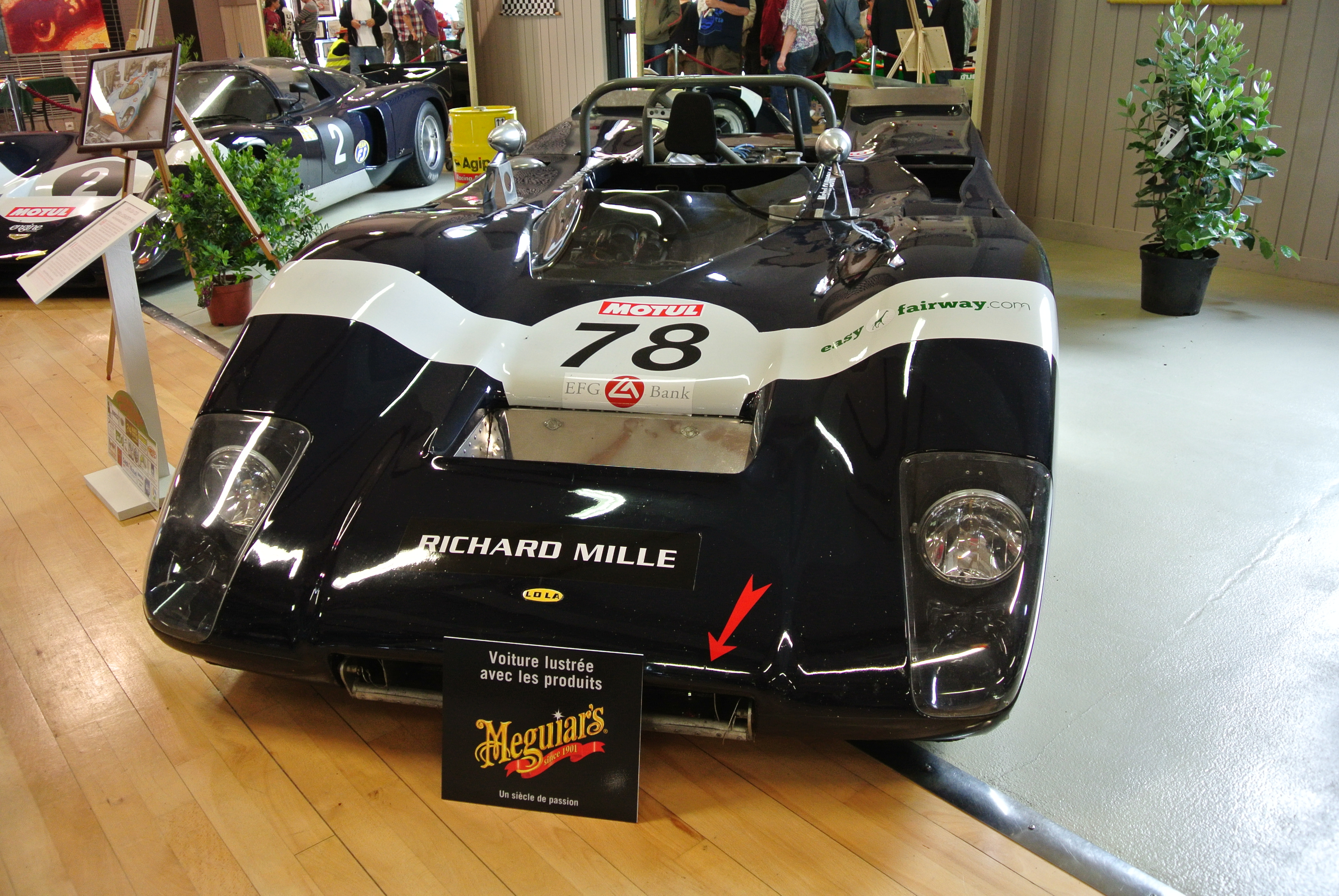
Lola T210 1970

Der Lola T210 war ein Sportwagen-Prototyp, der 1970 bei Lola Cars entwickelt wurde.

## Entwicklungsgeschichte und Technik
Durch die Einführung der Sportwagen-Europameisterschaft 1970 ergab sich für Eric Broadley und die Techniker von Lola Cars ein neues Betätigungsfeld. Diese neue Sportwagenserie wurde für Rennwagen der Gruppe 6 ausgeschrieben, in der es im Gegensatz zum Reglement der Sportwagen-Weltmeisterschaft keine Mindestbaumenge an Fahrzeugen zum Erreichen der Homologation gab. 
In der Fachwelt galt der T210 als kleiner Bruder des Lola T163 aus der nordamerikanischen Can-Am-Serie. Die Karosserie bestand aus Aluminium-Blechen, wodurch die Fahrzeuge leicht zu fertigen waren. Vorne war die Doppelquerlenker-Aufhängung direkt mit dem Monocoque verbunden. Hinten hatte der Wagen ein Stahluntergestell zur Aufnahme von Motor, Getriebe und der Mehrlenkerachse. 
Standardmotor war der Cosworth FVC. Das 1,8-Liter-Triebwerk hatte den halben Motorblock des Cosworth DFV und leistete 180 kW (245 PS). Insgesamt stellte Lola 16 Fahrgestelle des 550 kg schweren Wagens her, die zum größten Teil an Privatteams verkauft wurden.

## Renngeschichte
Der T210 war ein sehr erfolgreicher Rennwagen. Bei 139 Einsätzen zwischen 1970 und 1975 wurden 29 Gesamt- und sieben Klassensiege erzielt. Sein Renndebüt gab der T210 beim 300-km-Rennen von Paul Ricard 1970, dem ersten Wertungslauf der Sportwagen-Europameisterschaft. Jo Bonnier steuerte Fahrgestell #SL210/02 beim ersten Einsatz und beendete das Rennen mit einem Rückstand von drei Runden auf den Sieger Brian Redman im Chevron B16 an der zweiten Stelle der Gesamtwertung. Wegen eines gebrochenen Gaspedals war der Wagen drei Runden vor Schluss ausgefallen, wurde aber gewertet. Jo Bonnier war es auch, der den ersten Rennsieg für den T210 einfuhr. Mit dem Fahrgestell #SL210/01 (die beiden ersten Fahrgestelle des T210 erwarb Bonnier für seine Ecurie) gewann er das Silverstone International 1970. Bonnier wurde Ende des Jahres mit seinen beiden T210 erster Sportwagen-Europameister.
Eine Vielzahl an Fahrern fuhr T210-Fahrgestelle in den unterschiedlichsten Rennserien. Unter anderen fuhr Ronnie Peterson damit in der Interserie 1970, Mike Hailwood, David Hobbs, Karl von Wendt und Willi Kauhsen in der südafrikanischen Sportwagen-Meisterschaft. Emerson Fittipaldi ging damit bei Sportwagenrennen in Brasilien an den Start. Während Claude Swietlik 1971 die französische Sportwagen-Meisterschaft gewann, verunglückte Alain de Cadenet im Fahrgestell #SL201/11 bei der Targa Florio 1971 schwer. 
Den letzten Sieg mit einem T210 erreichte der Portugiese Jorge Pego 1975 bei einem Rennen im angolanischen Moçâmedes.